# Susquehanna
A Susquehanna (IPA: [ˌsʌskwəˈhænə]) folyó az Amerikai Egyesült Államok északkeleti részében található, mintegy 715 km hosszú. Az ország keleti partvidékének leghosszabb folyója (az egész Egyesült Államokon belül a 16. leghosszabb); vízgyűjtő területe 71 225 km².

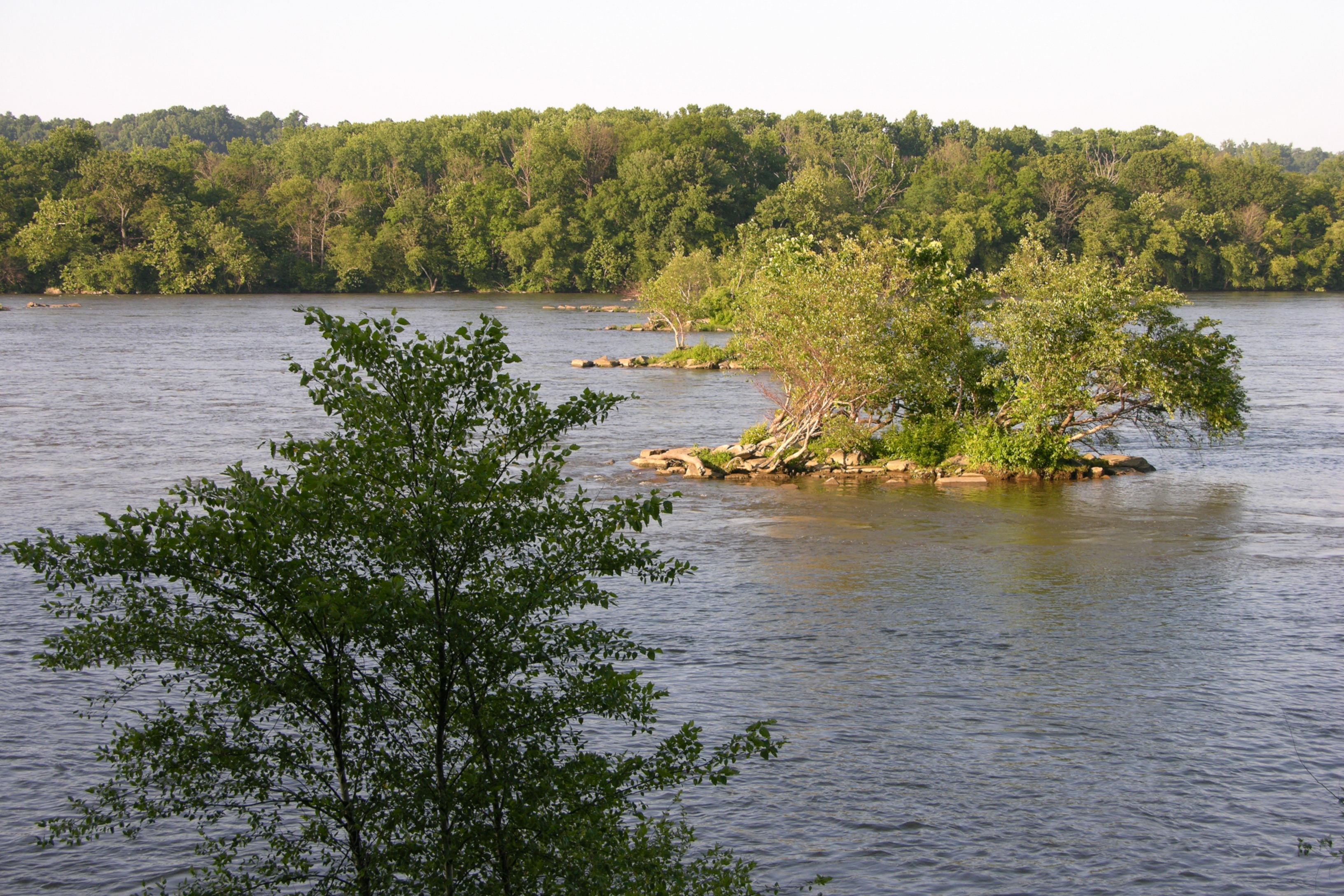
A Susquehanna a Chesapeake-öböl közelében

Két fő ága van. A keleti ág New York államban ered és gyakran ezt tartják a főág meghosszabbításának. A Pennsylvania állam nyugati részében eredő nyugati ág rövidebb, de néha ezt tartják a főágnak. Közép-Pennsylvaniában, Northumberlandnél találkozik a keleti ággal. 
A vízgyűjtőhöz tartozik az Appalache-hegység Allegheny-platójának egy része is, ahol a folyó a hegyláncokba vágott magának kanyargós völgyeket, hogy keresztülvágjon Délkelet-Pennsylvania és Északkelet-Maryland mezőgazdasági vidékein.
A Susquehanna a Chesapeake-öböl északi részébe ömlik. A Susquehanna riájából származik a Chesapeake édesvíz-utánpótlásának fele.

## Külső hivatkozások
- Susquehanna River Basin Commission (angolul)
- American Rivers article: Susquehanna River "Most Endangered" (angolul)
- History of the Susquehanna River Ark (angolul)